# Ladenburg
Ladenburg je město v německé spolkové zemi Bádensko-Württembersko. Leží na severu spolkové země v zemském okrese Rýn-Neckar ve vládním obvodu Karlsruhe. Město se nachází na pravém břehu řeky Neckar v bádenské části Hornorýnské nížiny se středověkým městským jádrem, jehož historie sahá až do období Římského impéria. Leží na trase mezi Mannheimem a Heidelbergem západně od pohoří Odenwald, prochází jím železniční trať s mostem přes Neckar a přeprava automobilů je z města na levý břeh zajišťována přívozem. Ve městě se nachází výzkumné centrum firmy ABB. V roce 2013 zde žilo přes 11 tisíc obyvatel.

## Pamětihodnosti
- Lobdengau-Museum v prostorách bývalého biskupského zámku.
- Automuseum Dr. Carl Benz
- Kostel sv. Havla
- Kaple sv. Šebestiána
- Evangelický kostel

## Partnerská města
- Garango, Burkina Faso, od roku 1983
- Paternion, Rakousko, od roku 1984

## Obyvatelstvo
Vývoj počtu obyvatel
| Rok            | 1439 | 1577 | 1777 | 1852 | 1925 | 1950 | 1967 | 2009   | 2012   |
| -------------- | ---- | ---- | ---- | ---- | ---- | ---- | ---- | ------ | ------ |
| Počet obyvatel | 1175 | 1330 | 1472 | 2930 | 4993 | 7125 | 8280 | 11 523 | 11 487 |

## Galerie

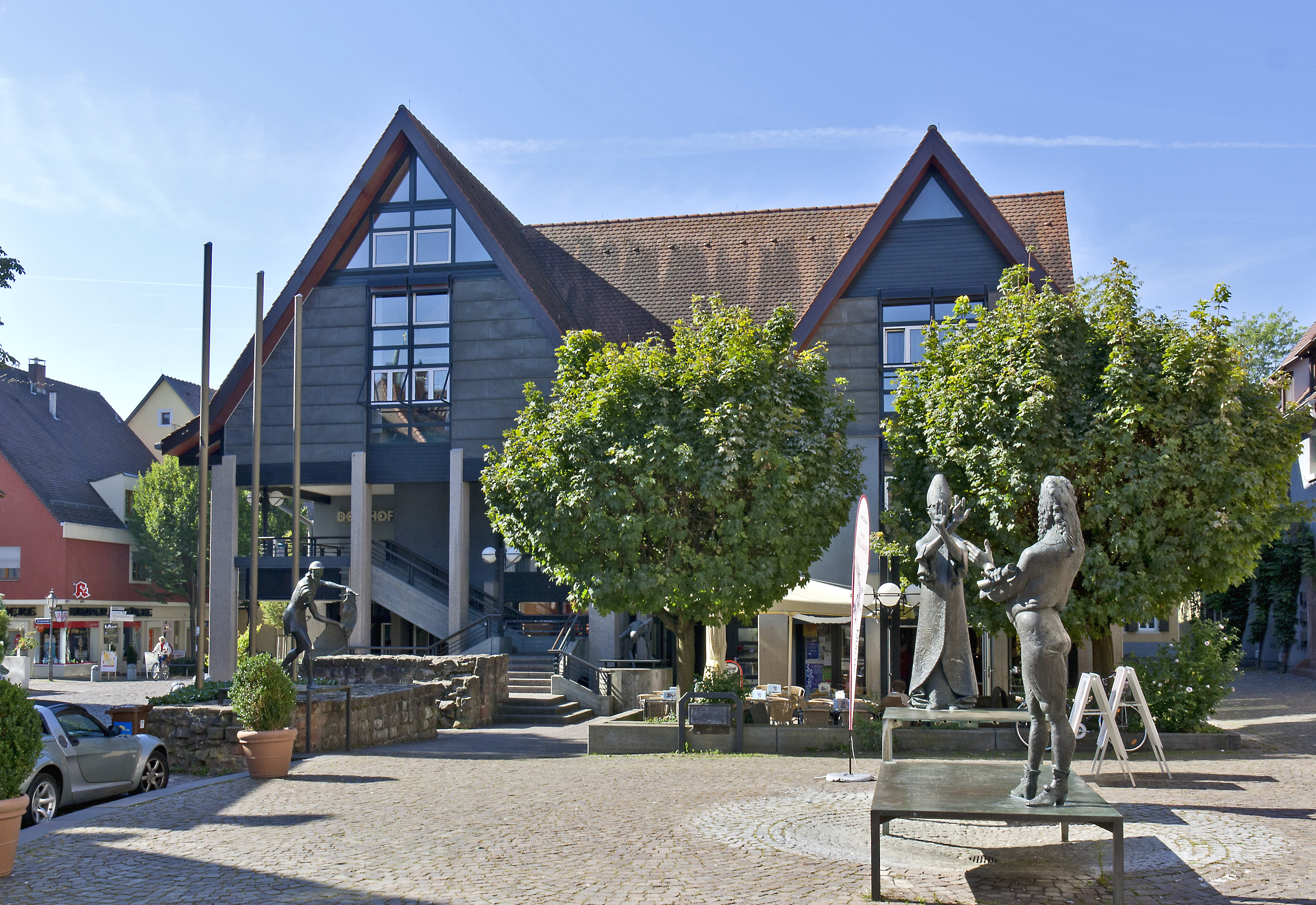
Radnice
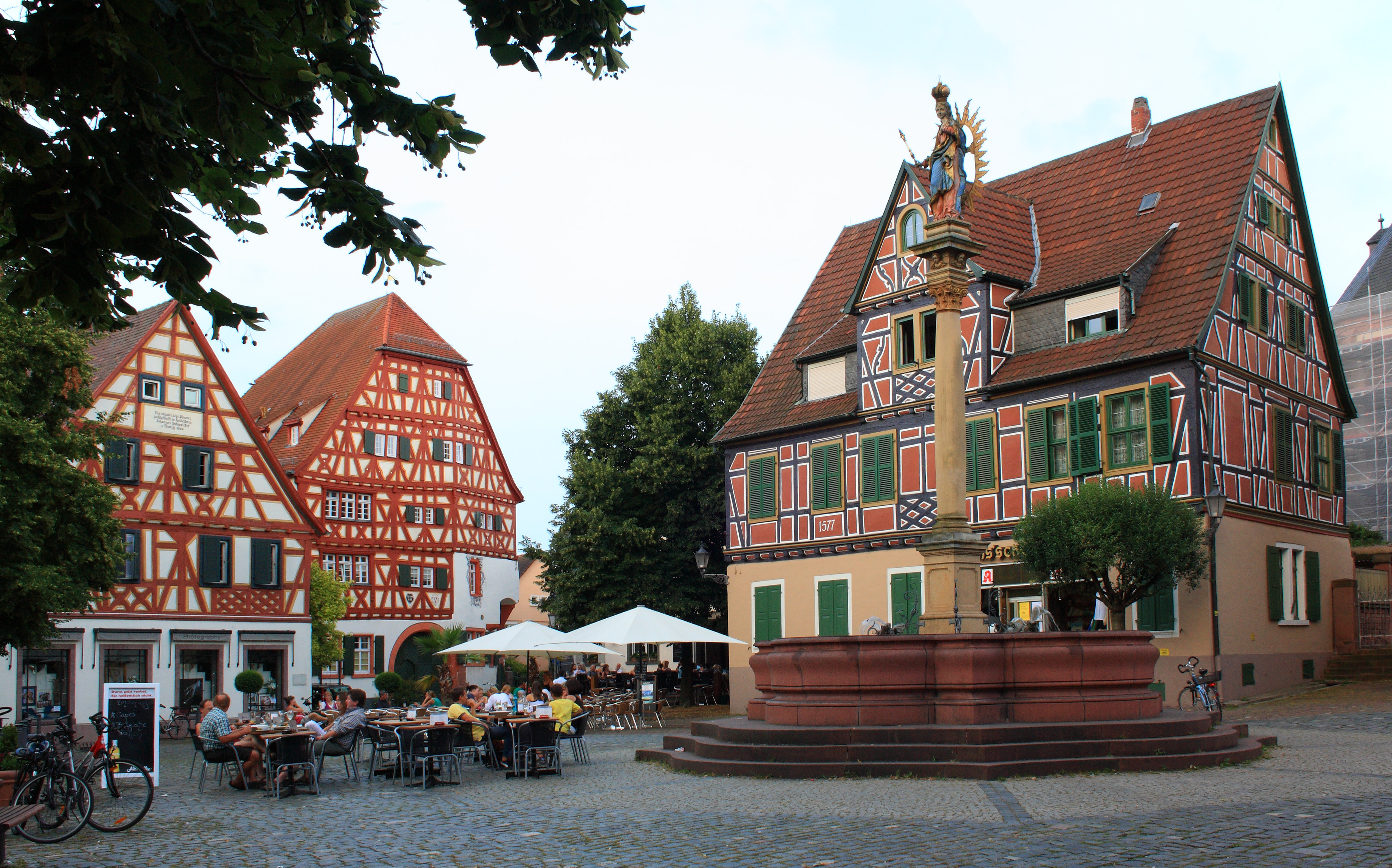
Náměstí
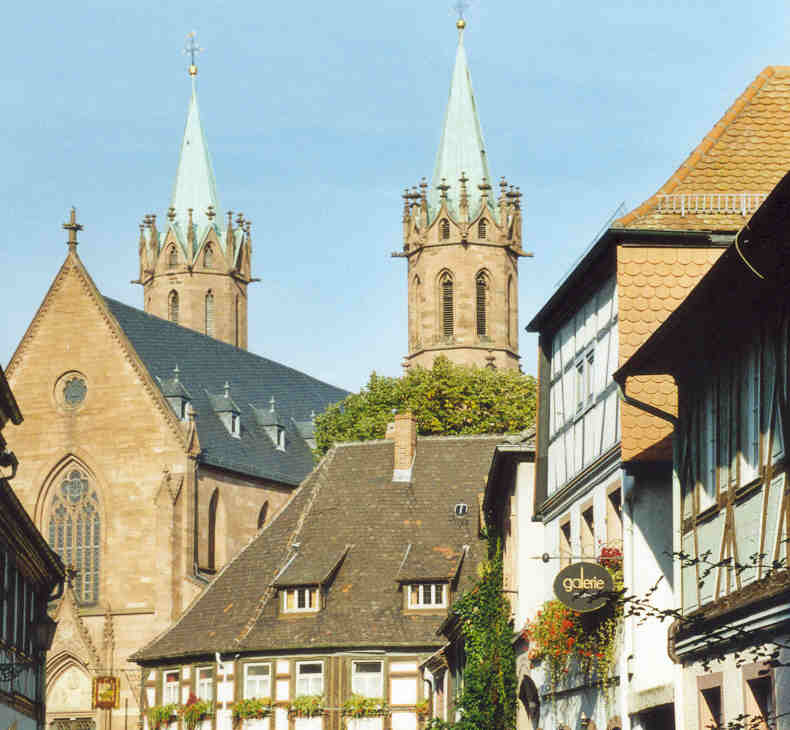
Kostel svatého Havla
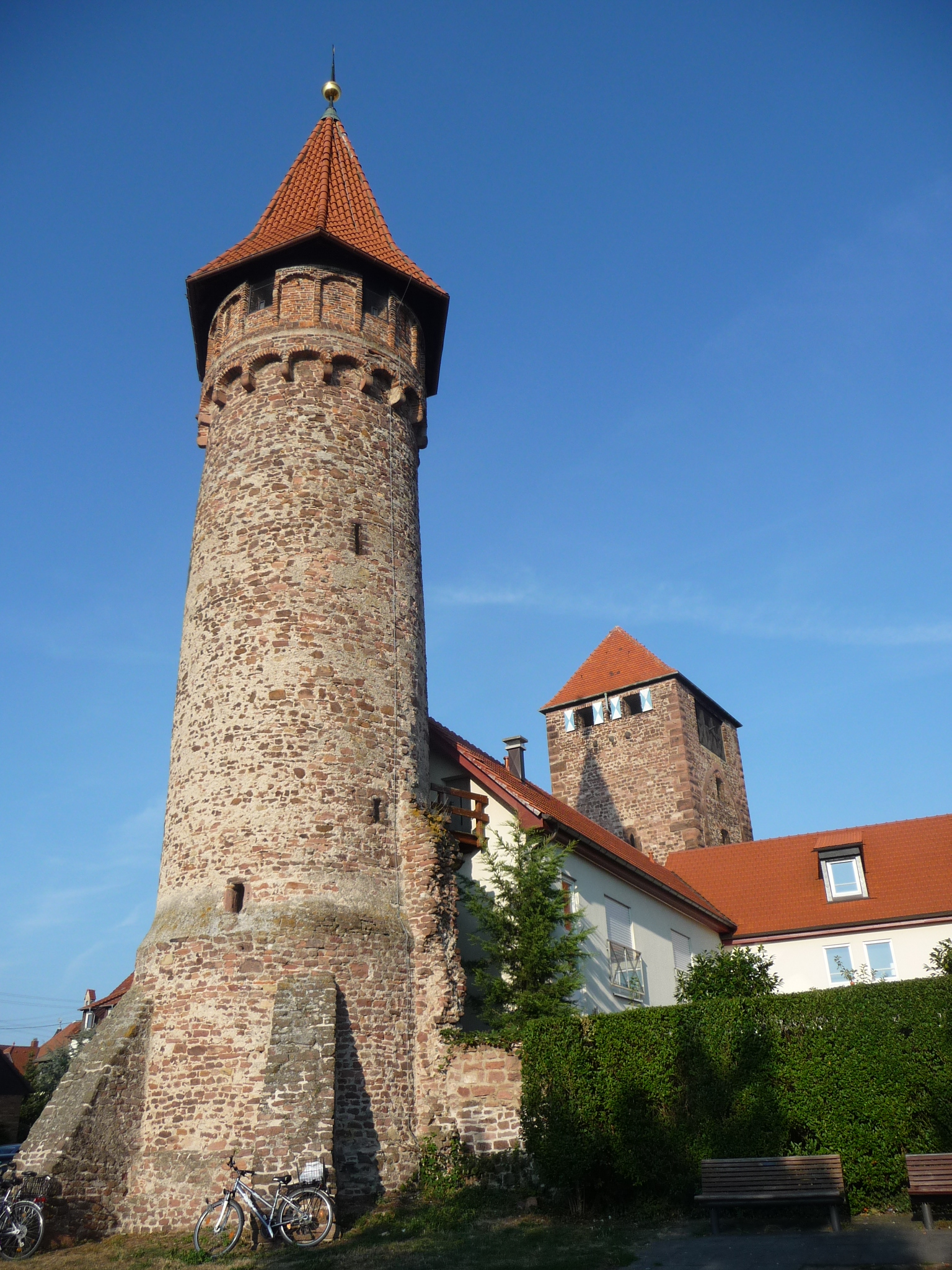
Hexenturm